# Bistum Khulna
Das Bistum Khulna (lat.: Dioecesis Khulnensis) ist ein römisch-katholisches Bistum in Bangladesch.
Das Bistum Khulna wurde am 3. Januar 1952 als Bistum Jessore errichtet und dem Erzdiözese Dhaka als Suffraganbistum unterstellt. Am 14. Juni 1956 wurde das Bistum umbenannt und der Sitz von Jessore nach Khulna verlegt.
Das Bistum hat eine Ausdehnung von 28.236 km². Unter den 16 Millionen Einwohnern (mehrheitlich Muslime und eine hinduistische Minderheit), bilden die Katholiken eine kleine Minderheit.
Es gibt neben elf Pfarreien etwa 70 Missionsstationen. In der Diözese arbeiten auch ein ausländischer Priester, der hier inkardiniert ist und als Seelsorger unter den Nomaden tätig ist, Brüder von der Nächstenliebe, Ordensschwestern aus zehn Kongregationen und die Gemeinschaft „Papa Giovanni XXIII“, deren Mitglieder in verschiedenen pastoralen, sozialen, karitativen, erzieherischen und evangelisierenden Werken tätig sind.
Am 2. Februar 2017 wurde das Bistum Khulna dem neuen Erzbistum Chittagong als Suffragan unterstellt.

## Bischöfe
- Dante Battaglierin SX, 1956–1969
- Michael D’Rozario CSC, 1970–2005
- Bejoy Nicephorus D’Cruze OMI, 2005–2011
- James Romen Boiragi, seit 2012